# كاثرين بانهام
كاثرين ماي بانهام (26 مايو 1897 في شفيلد بإنجلترا - 7 مايو 1995 في باكينغهامشير بإنجلترا) هي عالمة نفس إنجليزية تخصصت في علم النفس التنموي. وهي أول امرأة حصلت على درجة الدكتوراه من جامعة مونتريال.

## بداية الحياة والتعليم
حصلت كاثرين ماي بانهام على درجة البكالوريوس من جامعة مانشستر عام 1919 ودرجة ماجستير العلوم من جامعة كامبريدج عام 1921. وفي عام 1923، حصلت على درجة ماجستير الآداب من جامعة تورونتو وتخرجت بمرتبة الشرف من جامعة مونتريال عام 1934، لتصبح أول امرأة تحصل على درجة الدكتوراه من هذه الجامعة.

## الحياة المهنية
شغلت منصبها الأول كمحاضر في جامعة تورونتو عام 1921، حيث كانت الأنثى الوحيدة في أعضاء هيئة التدريس في قسمي علم النفس والفلسفة. شغلت عددًا من المناصب مهنية ومناصب هيئة التدريس في إنجلترا وكندا والولايات المتحدة الأمريكية وذلك بعد مغادرتها لجامعة مورونتو.

### كارولاينا الشمالية
عُينت بانهام ككبير علماء النفس في مجلس كارولاينا الشمالية للرعاية العامة، حاليًا قسم كارولاينا الشمالية للجدمات الإجتماعية. وأصبحت بانهام رئيس علماء النفس في برنامج الأطفال في مستشفى كارولاينا الشمالية للشلل الدماغي (حاليًا مستشفى لينوكس بيكر للأطفال) عام 1967، ومستشار علماء النفس عام 1980.
في درم (كارولاينا الشمالية)، ساعدت بانهام في إنشاء الكثير من المنظمات المتعلقة بعملها في مجال علم النفس. وأصبحت أول عالم نفس سريري له عيادة لتوجيه الطفل في درم، حيث أُنشئت عام 1947 واستمر العمل بها ابتداءً من 2015. أشتركت بانهام في إنشاء لجنة الشيخوخة الناجحة والتي تحولت إلى مركز درم لكبار السن، واستمر كمنظمة غير ربحية ابتداءًا من 2015.
تعتبر بانهام من الأعضاء المؤسسين لجمعية كارولاينا الشمالية لعلم النفس في عام 1948، التابعة لجمعية علم النفس الأمريكية. وقد دعمت أيضًا فرع درم المزدهز لنادي ألتروسا، منظمة نسوية مكرسة لخدمة مجتمع الفرد، بالإضافة إلى النادي الفرنسي لدرم وجمعية الفنون التصويرية لدرم.

### جامعة ديوك
عُينت بانهام كأستاذ مساعد في قسم علم النفس لجامعة ديوك في عام 1946، حيث أصبحت أستاذ جامعي لعلم النفس، أميريتا في عام 1967. وأكملت إنشاء دورات لتنمية الرضع والأطفال في هذا القسم.
شاركت بانهام مع دكتور والي ريشنبرغ هاكيت في تأسيس دار حضانة تابعة لجامعة ديوك، بالإضافة إلى تأسيس برنامج علم نفس تنموي في ديوك. وساعدت أيضًا في تأسيس جمعية أفلام ديوك ومعهد ديوك للتعلم في مرحلة التقاعد. عندما كانت تخدم ف لجان هيئة التدريس، قدمت بانهام برنامج إرشاد نفسي لطلاب السنة الأولى في الجامعة.
أنشأت في عام 1985 الوقفة المالية لجائزة أن مادوغال التذكارية لتزيد من فرص النساء في ديوك لدراسة علم النفس والتي لم يكن لهن مثل هذه الفرص في السابق.